# Festival panafricain du film de Los Angeles
Le Festival panafricain du film de Los Angeles (Los Angeles Pan African Film Festival ou PAFF-LA) est un festival de cinéma qui a lieu chaque année, à Los Angeles, au cours du mois de février, « Mois de l'histoire des Noirs » (« Black History Month » en anglais) commémorant, aux États-Unis, l'histoire de la diaspora africaine.
En 2013, le Los Angeles Times qualifie le festival comme étant « le plus grand festival de cinéma noir des États-Unis » (« ...the largest black film festival in the United States. »).

## Historique
Le Festival panafricain du film de Los Angeles a été fondé en 1992 par Danny Glover, Ja'net DuBois et Ayuko Babu. 
Sa première édition fut co-présentée par Danny Glover lui-même et l'actrice Whoopi Goldberg. Plus de 40 films de réalisateurs noirs originaires de quatre continents y étaient présentés, parmi lesquels : « Sarraounia » du mauritanien Med Hondo, et « Heritage Africa » du ghanéen Kwaw Ansah. L'édition 2014 du Festival proposait, elle, une sélection de 179 films, venant de 46 pays, comprenant des longs métrages de fiction, des documentaires, des courts métrages, ainsi que des Web-séries.
Le festival a accueilli les avant-premières de films de nombreux réalisateurs noirs telles que : Think Like a Man de Tim Story ; Free Angela and All Political Prisoners de Shola Lynch ; Love & Basketball et Blackbird de Gina Prince-Bythewood. Et chaque année, il honore des professionnels et des vedettes de l'industrie cinématographique. Parmi les récipiendaires on peut citer : les américains Forest Whitaker, Loretta Devine, Charles S. Dutton, Alfre Woodard, Sidney Poitier, Nicole Beharie ; les britanniques Idris Elba, Adewale Akinnuoye-Agbaje, David Oyelowo ; le français Christian Lara ; ou encore le béninois Djimon Hounsou.

## Réseau
Résolument tourné vers l'international, le Festival panafricain du film de Los Angeles échange régulièrement avec d'autres festivals et organisations à travers le monde. 

### African Movie Academy Awards (AMA Awards)
Considérés comme étant l'équivalent africain des Oscars du cinéma aux États-Unis, les African Movie Academy Awards sont les principales récompenses cinématographiques décernées annuellement, depuis 2005, à Yenagoa, au Nigeria, et destinées à saluer l'excellence des productions et des personnalités du cinéma en Afrique et dans sa diaspora.
Le Festival panafricain du film de Los Angeles est un partenaire privilégié des African Movie Academy Awards. 
Ayuko Babu et Asantewa Olatunji, respectivement directeur exécutif et directrice de la programmation du Festival Panafricain du Film, sont des membres permanents du jury des AMA Awards.
De nombreux films et personnalités primés au Festival panafricain du film de Los Angeles ont également été honorés lors de la remise de prix des AMA Awards. Ce fut entre autres le cas en 2014 pour : « Of Good Report », un long métrage du sud-africain Jamil XT Qubeka, qui y rafla pas moins de cinq récompenses ; « Kingston Paradise », de la jamaïcaine Mary Wells, qui reçut le prix du meilleur film de la diaspora ; ou encore « Khumba », un film d'animation sud-africain en images de synthèse, réalisé par Anthony Silverston,.

## Prix décernés
La compétition officielle du Festival panafricain du film de Los Angeles attribue les prix suivants, décernés par un jury indépendant composé de professionnels de l'industrie cinématographique : 
- Meilleur long-métrage de fiction / (en): Best Narrative Feature
- Meilleur court-métrage de fiction / (en): Best Narrative Short
- Meilleur film documentaire / (en): Best Documentary
- Meilleur premier film / (en): Best Director-First Feature
- Prix du public pour le meilleur film de fiction / (en): Audience Favorite Narrative Feature
- Prix du public pour le meilleur film documentaire / (en): Audience Favorite Documentary

Outre les récompenses de la compétition officielle, le festival remet également un certain nombre de prix spéciaux attribués par le jury ou les programmateurs.